# Girls Just Want to Have Fun
Girls Just Want to Have Fun ist ein 1979 von Robert Hazard geschriebener Popsong, der in der Interpretation von Cyndi Lauper weltweit bekannt wurde. Er erschien im Oktober 1983 auf ihrem Debütalbum She’s So Unusual und war im September bereits als Single ausgekoppelt worden. Weil sie Hazards Text als chauvinistisch empfand, änderte Lauper ihn dahingehend, dass er die Dinge aus einer weiblichen Perspektive darstellt.
Der Song wurde 1985 für die Grammy Awards in den Kategorien „Aufnahme des Jahres“ und „Beste weibliche Pop-Gesangsdarbietung“ nominiert, konnte aber keinen der beiden Preise gewinnen.

## Original und Version von Cyndi Lauper
In der ursprünglichen Fassung rechtfertigte das männliche lyrische Ich seinen Gelegenheitssex damit, dass „Mädchen einfach nur Spaß haben wollen“. Lauper weigerte sich, das Lied in dieser Form aufzunehmen, woraufhin ihr Produzent Rick Chertoff vorschlug, den Text „zu etwas zu machen, worüber du singen würdest“. In Abstimmung mit Hazard überarbeitete Lauper einige Zeilen. Dadurch brachte sie die Lebensfreude junger Frauen und deren Wunsch nach mehr Sichtbarkeit zum Ausdruck, nicht ohne dies in den Kontext des Bewusstseins für männliche Macht und Kontrolle zu stellen.

“I was trying really hard to make an anthem that would inspire women and open the doors to all women.”

„Ich habe mich wirklich bemüht, eine Hymne zu schreiben, die Frauen inspiriert und allen Frauen die Türen öffnet.“

Auch musikalisch wurde der Song verändert. Aus Hazards gitarrenbetontem Original wurde ein deutlich fröhlicheres, synthesizergetriebenes Stück mit leichten Reggae-Einflüssen und einer großen, durch den Einsatz eines Gates trashig klingenden Snare Drum im New-Wave-Stil. Lauper verglich ihren hohen Gesang mit dem Klang einer Trompete. Weil sie eine Idee „heraustrompeten“ wollte, sollte die Tonart die einer Trompete sein. Tatsächlich probierte die Sängerin den Song in so vielen verschiedenen Tonarten, dass sie damit ihre Band zur Verzweiflung brachte. Aufgenommen wurde das Stück schließlich in Fis-Dur.

## Rezeption
In der Episode Legends of the Mall von Daria sowie in der Episode Freaks & Geeks von Drawn Together ist das Lied zu hören. 1994 erschien mit (Hey Now) Girls Just Want to Have Fun eine von Lauper gesungene Reggae-Version des Liedes.

## Musikvideo
Das Musikvideo wurde im Sommer 1983 mit einem Budget von nur 35.000 Dollar in New Yorks Lower East Side gedreht. Der Vater im Video wurde von Lou Albano gespielt, Laupers Mutter von ihrer leiblichen Mutter Cathrine Dominique Lauper. Den Tanzpartner stellte Laupers Anwalt Elliot Hoffman dar, der Musiker Steve Forbert spielt ihren Freund.
Mit dem Video zu Girls Just Want to Have Fun setzte Lauper neue Maßstäbe, indem sie die Rollen ihrer Freundinnen mit einer sehr vielfältigen Gruppe von Frauen besetzte. Es wird weithin als eines der ersten Musikvideos angesehen, in dem Frauen verschiedener Ethnien zu sehen sind. Lauper legte großen Wert auf Diversität; sie hatte es satt, in Videos aus verschiedenen Musikrichtungen immer nur Menschen derselben ethnischen Herkunft („race“) zu sehen.

“The one thing I really wanted was to have multi-racial girls so that every little girl could actually see herself in it, and it would be kind of contagious that everyone was entitled—no matter what race or color or anything—you were entitled to this joyful experience.”

„Das, was ich unbedingt wollte, war multiethnische Mädchen zu haben, damit sich jedes kleine Mädchen darin wiederfindet und es irgendwie ansteckend wirkt, dass jeder das Recht auf diese freudige Erfahrung hat – egal welche Ethnie oder Hautfarbe oder was auch immer.“

Girls Just Want to Have Fun war bei den MTV Video Music Awards 1984 in sechs Kategorien nominiert und wurde als Best Female Video ausgezeichnet. Im Januar 2022 erreichte das Musikvideo offiziell die Marke von einer Milliarde Aufrufe auf YouTube.

## Kommerzieller Erfolg

### Chartplatzierungen
| ChartsChartplatzierungen       | Höchstplatzierung | Wochen |
| ------------------------------ | ----------------- | ------ |
| Deutschland (GfK)              | 6 (18 Wo.)        | 18     |
| Österreich (Ö3)                | 3 (12 Wo.)        | 12     |
| Schweiz (IFPI)                 | 6 (15 Wo.)        | 15     |
| Vereinigte Staaten (Billboard) | 2 (25 Wo.)        | 25     |
| Vereinigtes Königreich (OCC)   | 2 (12 Wo.)        | 12     |

| ChartsJahrescharts (1984)      | Platzierung |
| ------------------------------ | ----------- |
| Deutschland (GfK)              | 47          |
| Österreich (Ö3)                | 29          |
| Vereinigte Staaten (Billboard) | 15          |
| Vereinigtes Königreich (OCC)   | 32          |

### Auszeichnungen für Musikverkäufe
| Land/Region                  | Auszeichnungen für Musikverkäufe (Land/Region, Auszeichnung, Verkäufe) | Verkäufe  |
| ---------------------------- | ---------------------------------------------------------------------- | --------- |
| Brasilien (PMB)              | 3× Platin                                                              | 180.000   |
| Dänemark (IFPI)              | Platin                                                                 | 90.000    |
| Deutschland (BVMI)           | Gold                                                                   | 200.000   |
| Frankreich (SNEP)            | Gold                                                                   | 500.000   |
| Italien (FIMI)               | Platin                                                                 | 70.000    |
| Japan (RIAJ)                 | Gold                                                                   | 100.000   |
| Kanada (MC)                  | 2× Platin                                                              | 200.000   |
| Neuseeland (RMNZ)            | 4× Platin                                                              | 120.000   |
| Portugal (AFP)               | Gold                                                                   | 5.000     |
| Spanien (Promusicae)         | 2× Platin                                                              | 120.000   |
| Vereinigte Staaten (RIAA)    | 6× Platin · + Platin (Mastertone)                                      | 7.000.000 |
| Vereinigtes Königreich (BPI) | 2× Platin                                                              | 1.200.000 |
| Insgesamt                    | 4× Gold · 22× Platin ·                                                 | 9.685.000 |

## Coverversionen
- 1985: Robert Hazard (Demoversion, aufgenommen 1979)
- 1985: Weird Al Yankovic (Girls Just Want to Have Lunch)
- 1988: Dame Edna
- 1993: Alvin und die Chipmunks
- 2001: Rhymin Simon feat. Victor Moreno (Girls (Skit))
- 2004: Dolly Buster (Girls wollen nur Fun)
- 2004: Cam’ron feat. Mona Lisa
- 2005: Bad Candy
- 2007: Royal Gigolos (Girls Just Wanna Dance)
- 2007: Soraya Arnelas
- 2008: Puffy
- 2008: Miley Cyrus
- 2008: Emilie Autumn
- 2009: Aloha from Hell
- 2009: Zebrahead
- 2010: Keith Caputo
- 2012: Shaggy feat. Eve
- 2012: Laura van den Elzen
- 2014: The Silverettes
- 2015: Chromatics